# Bâtiment Elion-Hitchings
Le bâtiment Elion-Hitchings (en anglais : Elion-Hitchings Building), situé à Research Triangle Park, en Caroline du Nord, était un bâtiment notable du brutalisme.
Il est conçu par Paul Rudolph et achevé en 1972 pour être le siège social d'une entreprise pharmaceutique. Le bâtiment a été démoli en janvier 2021.